# Antonio Cornejo Polar
José Vicente Antonio Cornejo Polar (Lima, 23 de diciembre de 1936 – ib., 18 de mayo de 1997) fue un profesor universitario y crítico literario peruano. Especializado en la crítica de la literatura hispanoamericana, destaca su teorización sobre el concepto de la heterogeneidad cultural. Tras su fallecimiento, se constituyó un instituto de investigaciones que lleva su nombre: Centro de Estudios Literarios Antonio Cornejo Polar (CELACP). Perteneció a la Generación del 50.

## Biografía
Hijo de Salvador Cornejo y Susana Polar Aguirre. Su padre fue docente universitario y juez en Arequipa. Su abuelo materno, Jorge Polar Vargas, fue un destacado intelectual, rector de la Universidad de San Agustín de Arequipa y ministro de Justicia e Instrucción entre 1904 y 1906.
Nacido en Lima, se estableció en Arequipa, donde estudió en el colegio jesuita de San José. Recibió su doctorado en la Universidad Nacional de San Agustín, en Arequipa, por su tesis «Para una teoría de la expresión poética» (1960). Siguió curso de especialización en el departamento de Filología Hispánica de la Facultad de Letras de la Universidad Central de Madrid (1960-1961).
Empezó su carrera docente en Arequipa. Luego, pasó a Lima en 1966, donde se desempeñó como profesor principal y posteriormente rector de la Universidad Nacional Mayor de San Marcos (1983-1986). En 1969 fue profesor invitado en la Universidad Católica de Lima. Además, fue profesor visitante en varias universidades del mundo: Universidad de Maryland, Universidad Central de Venezuela, Universidad de Stanford, Universidad de Pittsburgh, entre otras.
En 1986 pasó a ejercer la docencia en los Estados Unidos, en las cátedras de su especialidad: la literatura iberoamericana o hispanoamericana. Fue profesor titular en la Universidad de Pittsburgh (1987-1993), y luego en la Universidad de Berkeley.
Fue también director de la Casa de la Cultura del Perú (1969-1970), miembro del Comité Interamericano de Cultura de la OEA (1970-1973) y presidente del Instituto Internacional de Literatura Iberoamericana (1992-1994).
Es autor de once libros, por los cuales es considerado una autoridad en estudios sobre cultura y literatura latinoamericana. Además fue el fundador y editor de la Revista de Crítica Literaria Latinoamericana.
Contrajo matrimonio con María Elvira Cristina Soto Ramos, la cual trabajó con él manejando Latinoamericana Editores, una editorial que continúa publicando sobre estudios latinoamericanos. Tuvieron 4 hijos (Ursula María, Álvaro José, Gonzalo Juan y Rafael Antonio) y cuatro nietos (Gonzalo Ernesto, Juan Diego, Natalia Lucía y Antonio Eduardo).

## Publicaciones
- Discurso en loor de la poesía: estudio y edición. (Lima: Universidad Nacional Mayor de San Marcos. 1964)
- Los universos narrativos de José María Arguedas. (Buenos Aires: Losada. 1974)
- La novela peruana: siete estudios (Lima: Horizonte. 1977)
- «Historia de la literatura del Perú Republicano», en el tomo ocho de la Historia del Perú (Lima: Editorial Juan Mejía Baca. 1980).
- Literatura y sociedad en el Perú: la novela indigenista. (Lima: Lasontay. 1980)
- La cultura nacional, problema y posibilidad. (Lima: Lluvia. 1981)
- Sobre literatura y crítica latinoamericanas. (Caracas: Universidad Central de Venezuela. 1982)
- Vigencia y universalidad de José María Arguedas. (Lima: Horizonte. 1984)
- La formación de la tradición literaria en el Perú. (Lima: CEP. 1989)
- The multiple voices of Latin American literature. (Berkeley: University of California. 1994)
- Escribir en el aire, ensayo sobre la heterogeneidad sociocultural en las literaturas andinas (1994).
- Mestizaje e hibridez: los riesgos de las metáforas. (La Paz: Universidad Mayor de San Andrés. 1997)